# Додридж (окръг, Западна Вирджиния)
Окръг Додридж (на английски: Doddridge County) е окръг в щата Западна Вирджиния, Съединени американски щати. Площта му е 829 km², а населението – 8178 души (2012). Административен център е град Западен Юниън.